# Okwui Enwezor

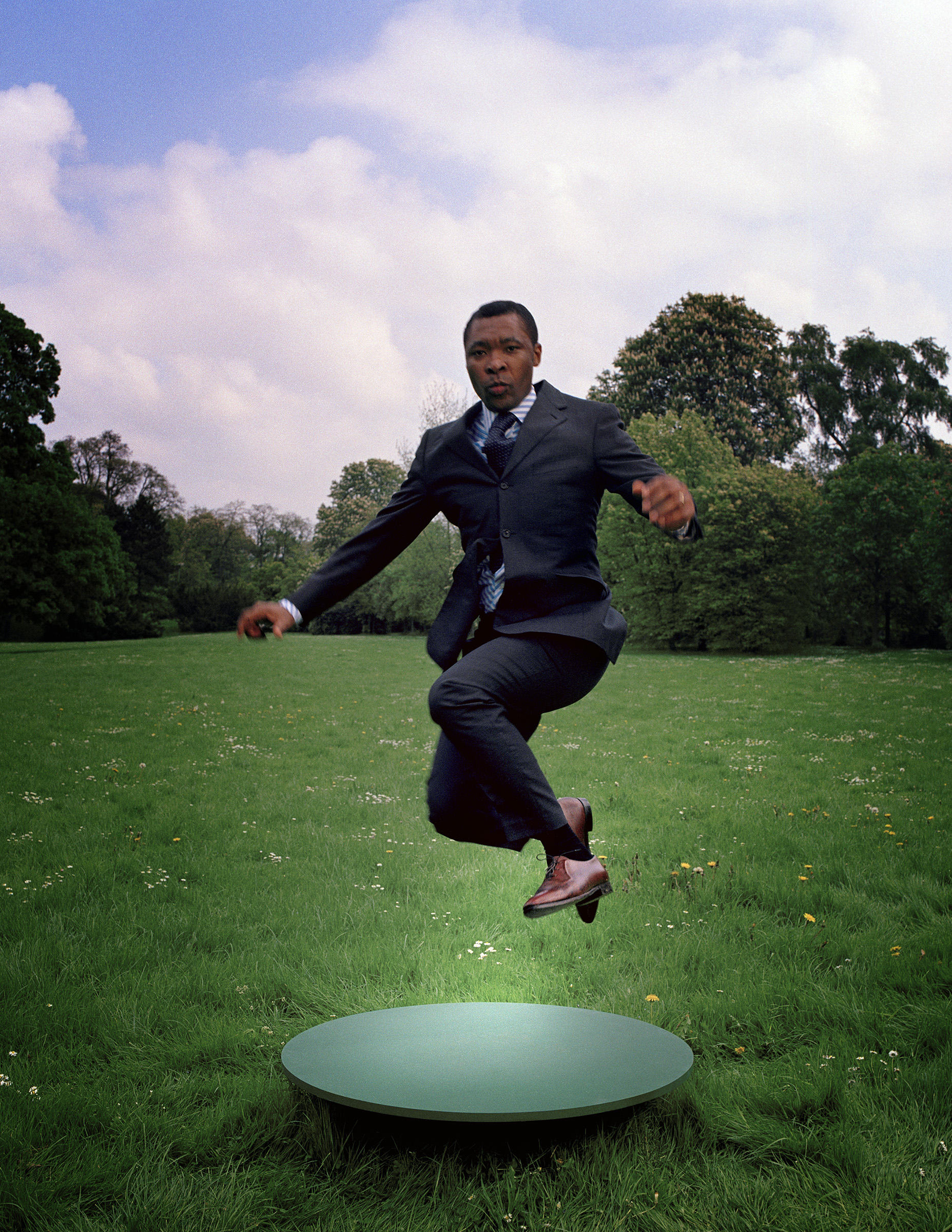
Okwui Enwezor fotografiert von Oliver Mark, Kassel 2002

Okwui Enwezor (* 23. Oktober 1963 in Calabar, Nigeria; † 15. März 2019 in München, Deutschland) war ein nigerianischer Kurator, Autor und Hochschullehrer. Von Oktober 2011 bis Juni 2018 war er Direktor des Hauses der Kunst in München.

## Leben und Werk

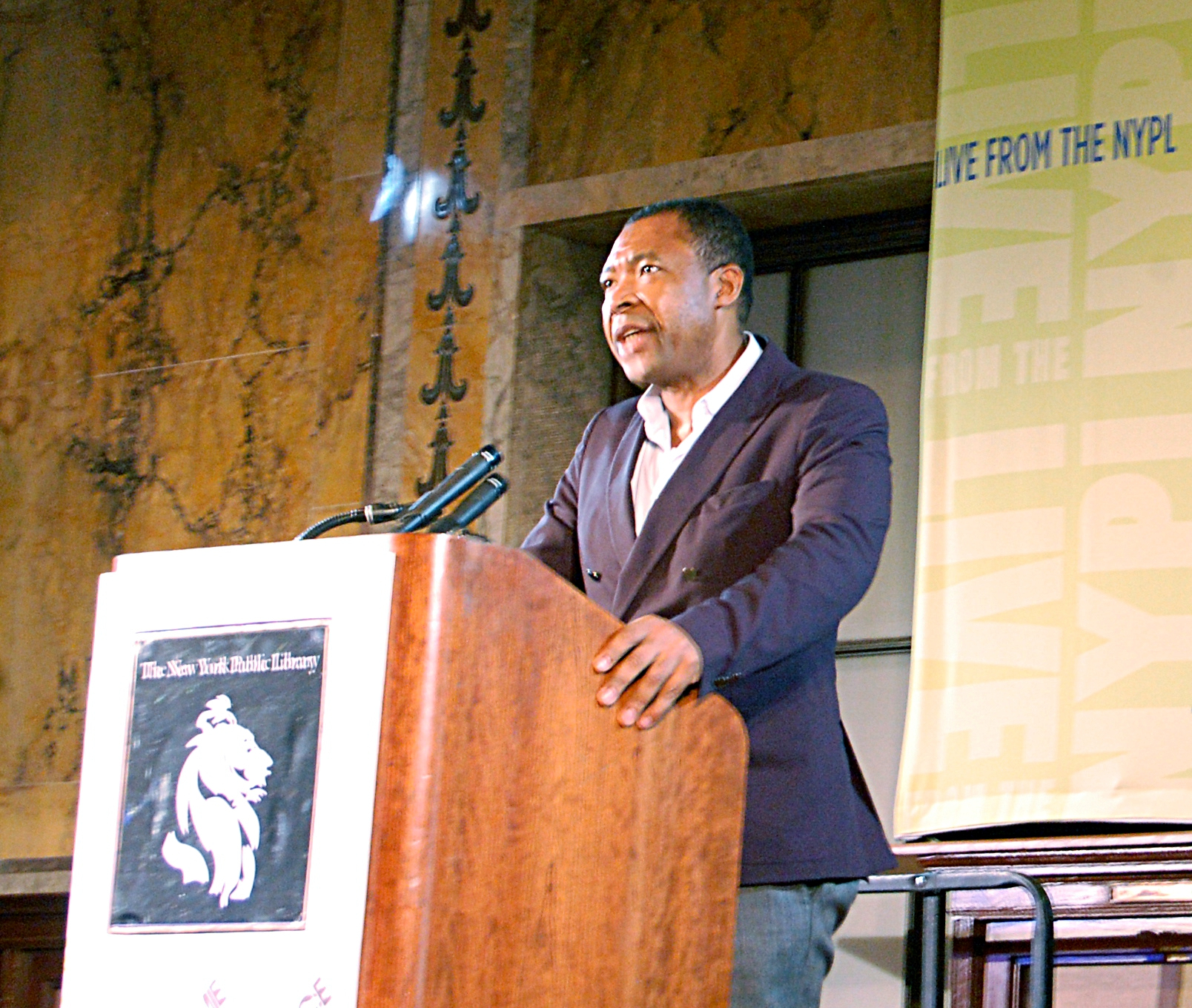
Okwui Enwezor (2009)

Enwezor, dessen Familie zur Ethnie der Igbo gehörte, zog nach einer Kindheit in Nigeria Anfang der 1980er Jahre nach New York, wo er am New Jersey City State College ein Studium der Politikwissenschaft begann, das er 1987 mit einem Bachelor abschloss. Sein Zugang zur Kunst begann mit einem Interesse an Lyrik, er trat in der Knitting Factory auf und verfasste erste Veröffentlichungen. Enwezor gründete 1993 zusammen mit Salah Hassan (Cornell University) und Chika Okeke-Agulu (Princeton University) das dreimal jährlich erscheinende Magazin NKA: Journal of Contemporary African Art, in dem sie versuchen, die Fixiertheit des internationalen Kunstbetriebs auf den euroamerikanischen Zusammenhang zu überwinden.
Ausgehend von diesem Einstieg in den Kunstbetrieb wurde er außerordentlicher Kurator am International Center of Photography in New York. Er war Studiendekan (dean of academic affairs) am San Francisco Art Institute (2005–2009) und Gastprofessor an der Art History University in Pittsburgh, der Columbia University New York, der University of Illinois Urbana-Champaign, sowie der Universität Umeå in Schweden. Enwezor war Joanne Cassulo Fellow des Independent Study Program am Whitney Museum of American Art in New York (2010–2011).
Enwezor wurde als künstlerischer Leiter von zahlreichen Großausstellungen berufen. Von 1996 bis 1997 leitete er die zweite Johannesburg Biennale in Südafrika, 1998–2002 war er künstlerischer Leiter der documenta 11 in Kassel, 2006 kuratierte er die Biennale für zeitgenössische Kunst in Sevilla, sowie von 2007 bis 2008 die 7. Gwangju Biennale in Südkorea. Zudem wurde er künstlerischer Leiter von Meeting Points 6, einem Projekt für Performance und visuelle Kunst in acht Städten (Beirut, Amman, Damaskus, Kairo, Tunis, Tanger, Brüssel und Berlin) sowie Hauptkurator von La Triennale, Paris im Jahr 2012. 2011 war er kuratorischer Berater der „Dublin Contemporary“ in Irland.
Von Oktober 2011 bis Juni 2018 war Enwezor Leiter des Hauses der Kunst in München und hatte damit erstmals die Möglichkeit, die Ausstellungen eines großen internationalen Hauses längerfristig zu entwickeln. Im Oktober 2016 wurde seine Anstellung um weitere fünf Jahre verlängert, zum 1. Juni 2018 legte er das Amt nieder. Dies begründete er zum einen mit gesundheitlichen Problemen, zum anderen aber auch mit einem Mangel an moralischer Unterstützung. Er habe sich, laut eigener Aussage, als Direktor nicht mehr erwünscht gefühlt. Seine Erfolge seien u. a. durch eine negative Berichterstattung über Mitarbeiter des Museums und eine chronische Unterfinanzierung unter den Teppich gekehrt worden. Knapp zehn Monate später verstarb Enwezor in Folge seiner Krebserkrankung.
Als Höhepunkt der kuratorischen Arbeit Enwezors gilt die Funktion als künstlerischer Leiter der 56. Biennale von Venedig im Jahr 2015. Die Presse schrieb über die Ausstellung, Enwezor zeige „eine unangestrengte, souveräne Anthologie der globalen zeitgenössischen Kunst, mit einem starken Akzent auf politisch und sozial motivierten Positionen.“ Er selbst nahm für seine Arbeit in Venedig in Anspruch, „Ideen“ auszustellen und auf die übermächtige Entwicklung des Kunstmarktes zu reagieren, indem er die Ausstellung gegen den Markt positioniert. Er ließ Das Kapital vollständig vorlesen und stellte die Idee über die Ware.
2018 wurde Enwezor als Corresponding Fellow in die British Academy gewählt.

## Kuratierte Ausstellungen (Auswahl)
- Snap Judgments: New Positions in African Photography (International Center of Photography, New York)
- Archive Fever: Uses of the Document in Contemporary Art (International Center of Photography, New York)
- The Short Century: Unabhängigkeits- und Befreiungsbewegungen in Afrika 1945–1994 (Museum Villa Stuck, München)
- Century City (Tate Modern, London)
- Mirror’s Edge (Bildmuseet Umeå, Umeå, Schweden)
- In/Sight: African Photographers, 1940-Present (Guggenheim Museum, New York)[13]
- Global Conceptualism (Queens Museum, New York, und Walker Art Center, Minneapolis)
- Stan Douglas: Le Detroit (Art Institute of Chicago)
- David Goldblatt: Fifty One Years (Museu d’Art Contemporani de Barcelona)
- El Anatsui. Triumphant Scale (gemeinsam mit Chika Okeke-Agulu im Haus der Kunst, München; Kunstmuseum Bern)

## Auszeichnungen
- 2017: Internationaler Folkwang-Preis

## Veröffentlichungen als Autor
- Events of the Self: Contemporary African Photography from the Walther Collection. Steidl Verlag, 2010
- Contemporary African Art Since 1980. Mit Chika Okeke-Agulu; Damiani Editore, 2009
- Archive Fever: Uses of the Document in Contemporary Art. ICP/Steidl, 2008
- Großausstellungen und die Antinomien einer transnationalen globalen Form. Fink Verlag, 2002

## Interviews
- Eva Karcher, Alexandra Mühlauer: „Ich habe Angst, meine Wurzeln zu verlieren.“ Interview mit Okwui Enwezor. In: Süddeutsche Zeitung, Nr. 95/2014, 25. April 2014, S. 24.
- Alexander Wulffius: Von Kunstwelten und perfekten Verbrechen, in: Einsichten und Perspektiven. Ein Gespräch mit Okwui Enwezor,  4/2014. Digital: Interview
- Carolee Thea: On curating: Interviews with ten international curators. D.A.P./Distributed Art Publ., New York 2009, ISBN 978-1-935202-00-4, S. 48–57.

## Herausgeber Sammelbände
- Mit Terry Smith und Nancy Condee: Antinomies of Art and Culture: Modernity, Postmodernity, Contemporaneity. Duke University Press, 2009
- Mit Olu Oguibe: Reading the Contemporary: African Art from Theory to the Marketplace. INIVA und MIT Press, 1999